# Протесты в США против массовой депортации (2025)
Протесты против массовой депортации в США — волна протестов вспыхнувших против массовых депортаций нелегальных мигрантов начавшимися после начала второго президентского срока Дональда Трампа. Крупномасштабные протесты прошли в таких штатах как Алабама, Калифорния, Джорджия, Иллинойс, Индиана, Массачусетс, Нью-Йорк, Северная Каролина, Южная Каролина, Техас и Вашингтон.

## Предыстория
23 января 2025 года, президент США Дональд Трамп выполнил ряд предвыборных обещаний относительно ужесточения иммиграционного контроля, что привело к активизации операций Иммиграционной и таможенной полиции США в крупных мегаполисах.
23 января 2025 года МВБ уполномочило федеральных сотрудников правоохранительных органов из многочисленных федеральных агентств помогать в реализации иммиграционной политики Дональда Трампа. Меморандум исполняющего обязанности министра внутренней безопасности Бенджамина Хаффмана предоставил ему «функции иммиграционного офицера» и  нескольким правоохранительным органам в Министерстве юстиции, включая Управление по борьбе с наркотиками, Бюро по контролю за оборотом алкоголя, табака, огнестрельного оружия и взрывчатых веществ и Службе маршалов США. Меморандум, адресованный исполняющему обязанности генерального прокурора Джеймсу Макгенри, отметил, что агенты ФБР могут играть роль в арестах, связанных с иммиграцией, известные как полномочия Раздела 8, но теперь эти полномочия были предоставлены другим агентствам.
23 января громкие рейды Иммиграционной и таможенной полиции США прошли в таких городах как Атланта, Бостон, Денвер, Майами, Нью-Йорк, Ньюарк, Филадельфия, Сиэтл и Вашингтон, округ Колумбия. В ходе рейдов было задержано 538 нелегальных иммигрантов. Мэр Ньюарка заявил, что Иммиграционная и таможенная полиция США провела рейд в местном заведении, задержав нелегальных иммигрантов, а также обычных граждан, включая ветерана без ордера. Белый дом заявил, что «Администрация Трампа арестовала 538 нелегальных иммигрантов-преступников, включая подозреваемого террориста, четырех членов банды Трен-де-Арагуа и нескольких нелегалов, осужденных за сексуальные преступления против несовершеннолетних».
29 января Трамп приказал подготовить лагерь для задержанных в заливе Гуантанамо к размещению десятков тысяч мигрантов.

## Протесты

### Алабама
29 января в центре города Албертвилл, прошла публичная демонстрация против массовой депортации. Многие демонстранты скандировали двухязычные лозунги, такие как «никто не является нелегалом на украденной земле». Член Палаты Представителей США от 4-го избирательного округа куда входит Албертвилл Роберт Адерхолт, охарактеризовал демонстрацию как «глубоко беспокоящую».

### Айова
10 июня сотни людей собрались в Де-Мойне, в частности у Капитолия штата Айова, чтобы выразить солидарность с иммигрантами. Также протесты прошли по меньшей мере в 30 других муниципалитетах штата, включая города Уотерлу, Давенпорт и Форт-Додж.

### Вашингтон
В штате Вашингтон существует долгая история протестов и сопротивления Иммиграционной и таможенной полиции США и пограничному патрулю. Регулярные протесты у здания иммиграционного суда Федерального управления ранее в 2025 году уже были. Протест 10 июня собрал значительную аудиторию в знак солидарности с протестами против Иммиграционной и таможенной полиции США в Лос-Анджелесе. Все 4 входа в федеральное здание были заблокированы в попытке помешать сотрудникам Иммиграционной и таможенной полиции США доставить арестованных в Северо-Западный центр содержания под стражей. 11 июня конфликт обострился, когда в дело вмешался офис шерифа округа Кинг и военные вертолеты.

### Калифорния
2 февраля в Лос-Анджелесе на улице Олвера, начался большой протест против массовой депортации. Протест был организован в ответ на усиление иммиграционной деятельности Иммиграционной и таможенной полиции США. Участники постепенно собрались в толпу из нескольких тысяч человек по мере развития протеста, многие из которых несли мексиканские флаги и баннеры с проиммиграционными сообщениями, такими как «Никто не является нелегалом» и «Да здравствует Мексика». Демонстранты прошли маршем и временно заняли части шоссе Голливуд-фривей. Это привело к перебоям в движении в центре города. Примерно к 16:00 по тихоокеанскому времени Центральное отделение полиции Лос-Анджелеса подтвердило, что демонстранты добровольно покинули шоссе и собрались у здания мэрии. Об арестах не сообщалось.
В тот же день в Сан-Диего прошла акция протеста против массовой депортации, в которой приняли участие более тысячи человек. Демонстрация началась в конференц-центре Сан-Диего и прошла через квартал Газовых Фонарей к скульптуре «Coming Together» на Парк-бульваре. Скульптура была выбрана символически из-за ее представления единства.
7 февраля несколько средних школ по всему Лос-Анджелесу организовали забастовки и собрались у здания мэрии. Также в то же время проходила мирная забастовка в Пасадине.
6 июня в Лос-Анджелесе начались протесты после арестов Иммиграционной и таможенной полиции США по меньшей мере 45 человек 7 июня, когда протесты переросли в уличные беспорядки, Дональд Трамп объявил, что для их подавления будет задействована Национальная гвардия, и тем самым задействовал две тысячи военнослужащих.
9 июня протесты распространились на город Санта-Ана, после сообщений о рейдах по всему округу Ориндж, включая Фаунтин-Валли, Санта-Ану и Хантингтон-Бич. Дональд Трамп санкционировал развертывание дополнительных 2000 членов Национальной гвардии, а Пентагон активировал 700 морских пехотинцев для развертывания в городе, которые прибыли на следующий день.

### Колорадо
25 января коалиция под названием Metro Denver Sanctuary Coalition организовала марш в городе Орора в знак протеста против рейдов Иммиграционной и таможенной полиции США Более 2000 протестующих вышли поддержать это дело и провести митинг у здания Капитолия штата Колорадо. Этот протест последовал за серией интенсивных рейдов Иммиграционной и таможенной полиции США, нацеленных на кварталы и жилые районы. Также есть несколько волонтеров, например, из Центра правовых ресурсов иммигрантов, которые предлагают ресурсы, такие как юридические услуги и литературу о законных правах, тем, кто находится в группе риска.

### Джорджия
1 февраля около 1000 протестующих собрались на шоссе Буфорд находящегося в районе Атланты. Протестующие перекрыли проезжую часть, прежде чем их удалось сдержать сотрудниками патрульной службы штата Джорджия и полицейским управлением Чамбли.

### Иллинойс

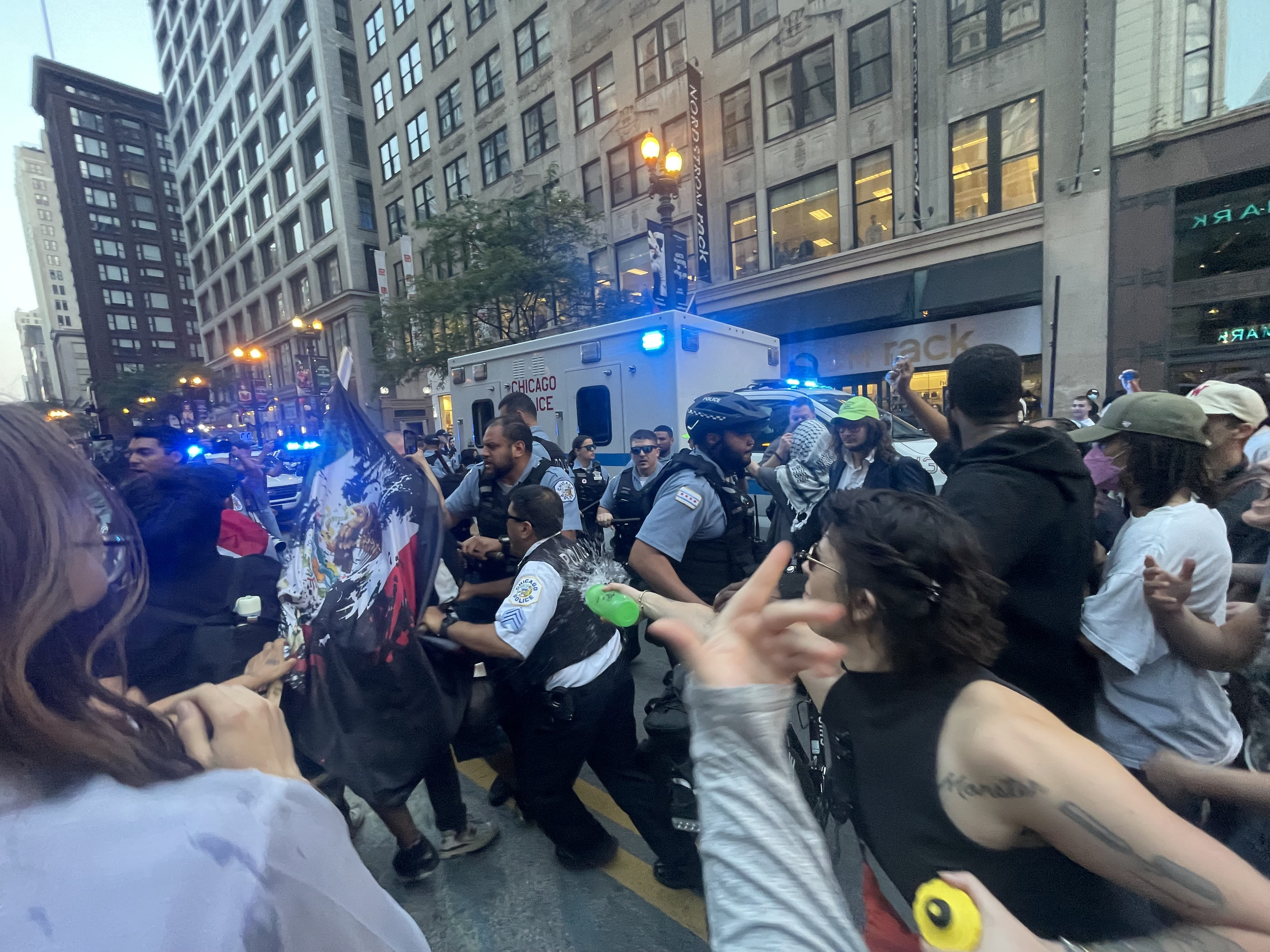
Протест против Иммиграционной и таможенной полиции США в Чикаго набирает обороты (10 июня 2025)

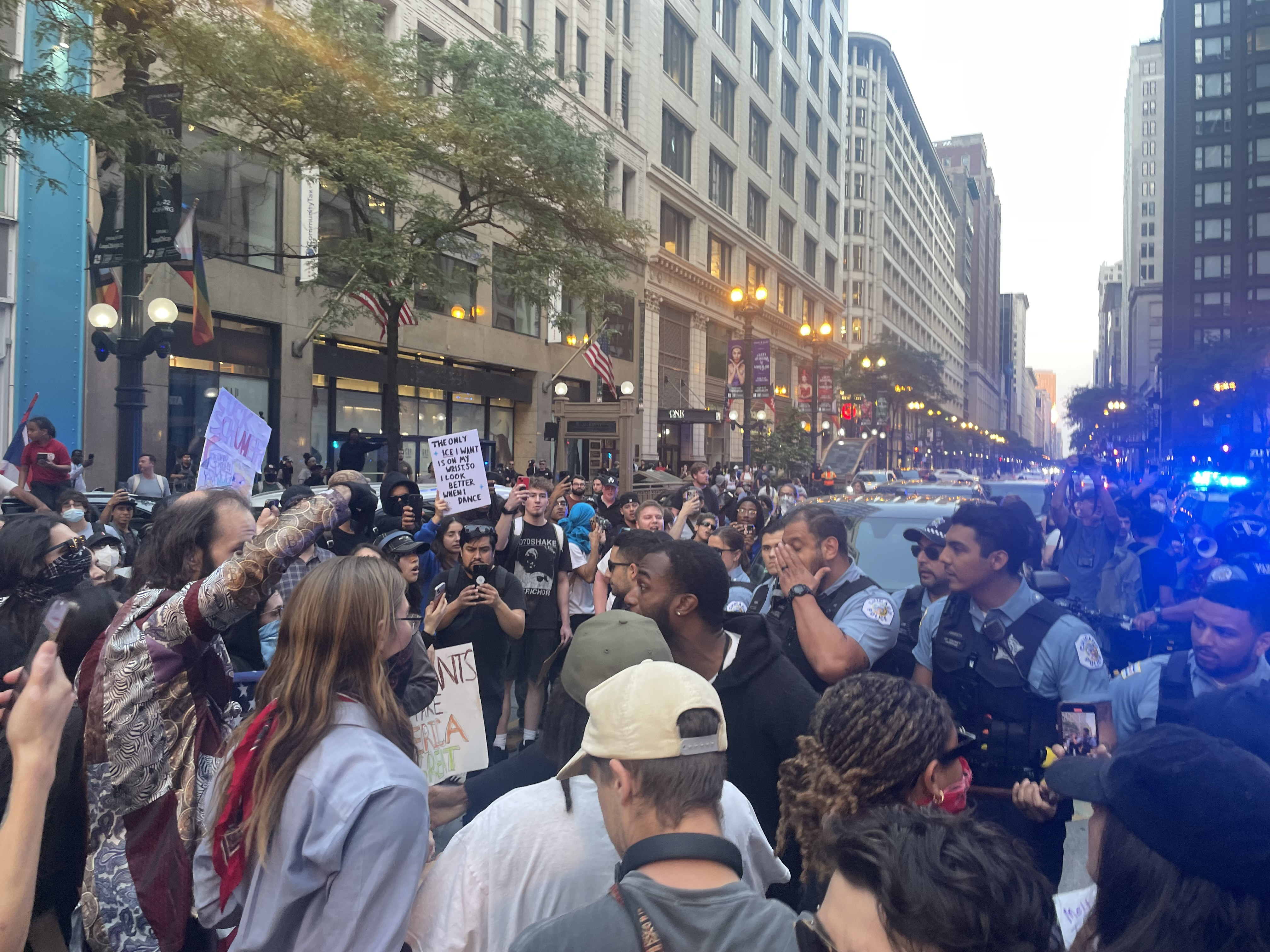
Протестующие окружили сотрудников Департамента полиции Чикаго во время напряжённой демонстрации (10 июня 2025)

25 января в Water Tower Place находящегося в центре Чикаго началась демонстрация, в которой приняли участие многочисленные ораторы, выступающие за социальную справедливость, после чего участники прошли маршем к Трамп-тауэру. Первоначально демонстрация была запланирована на вторую инаугурацию Дональда Трампа проходившую 20 января, но она была отложена из-за суровых погодных условий. В марше приняли участие более 60 правозащитных организаций.

### Индиана
30 января перед зданием Капитолия штата Индиана в Индианаполисе прошла публичная демонстрация в ответ на указ губернатора Индианы Майкла Брауна,  который тот подписал 28 января. Указ обязывает штат к полному сотрудничеству с федеральной иммиграционной политикой. Демонстрация была организована организацией Act Now to Stop War and End Racism (ANSWER) Indiana, и собрала десятки протестующих.

### Массачусетс
9 и 10 июня в Бостоне прошли две отдельные демонстрации против политики администрации по депортации и против их реакций на протесты в Лос-Анджелесе. Первая демонстрация прошла 9 июня Бостонской мэрии, а вторая демонстрация прошла 10 июня у Капитолия штата Массачусетс. Сотрудники Департамента полиции Бостона вывели протестующих, которые заблокировали улицу Бикон-стрит, непосредственно прилегающую к Капитолию штата. В обеих акциях протеста приняли участие сотни людей.

### Мичиган
5 февраля около 500 человек собрались в столице штата в городе Лансинг в рамках общенационального движения под названием 50501. Выступавшие критиковали позицию Трампа по Войне в Газе и его усилия по депортации, а также отдельно раскритиковали Разнообразие, равенство и инклюзивность.

### Миннесота
3 июня ФБР и МВБ отправили своих сотрудников в местный мексиканский ресторан в Миннеаполисе. Федеральные сотрудники были вооружены и одеты в военную форму. Их фотографии быстро стали вирусными как в интернете так и в движении 50501, и других левых сообществах. Это быстро привело к уличному протесту против агентов. После давления со стороны толпы ситуация переросла в физические стычки между протестующими и федеральными сотрудниками.

### Миссури

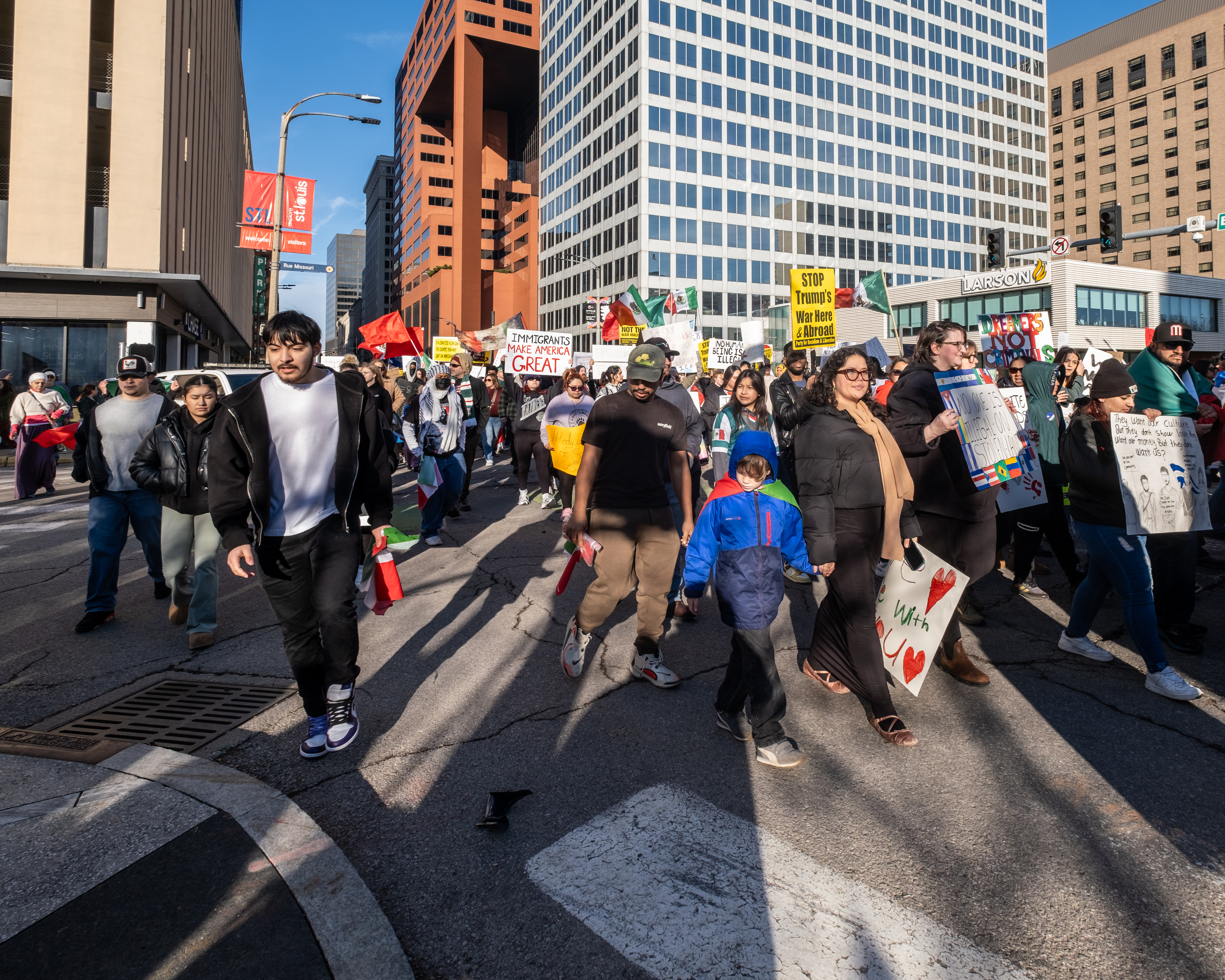
Протесты в Сент-Луисе (1 февраля 2025)

1 февраля в центре Сент-Луиса прошла значительная публичная демонстрация. Мероприятие привлекло около 1000 участников которые собрались, чтобы выразить протест против усиленных мер администрации Трампа по депортации в районе метро, многие играли на барабанах, скандировали и проводили организованные призывы через мегафоны. Демонстрация прошла через два дня после того, как агенты Иммиграционной и таможенной полиции совершили налет на мексиканский ресторан в О'Фаллоне, где трое работников были временно задержаны, прежде чем их отпустили, когда агенты установили, что у них нет судимостей.
10 июня сотни демонстрантов собрались в районе Кроссроудс в Канзас-Сити в поддержку иммигрантов в рамках акции протеста «Закройте Иммиграционную и таможенную полицию США».
11 июня после протестов в Лос-Анджелесе в центре Сент-Луиса на путепроводе Тэмм авеню, прошла акция протеста под названием «Нет Иммиграционной и таможенной полиции США». Её организовали такие организации  как 50501 Missouri, Партия за социализм и освобождение Сент-Луиса, Сеть Голоса за Палестину, Экосоциалистическая зеленая партия и Афроамериканские строители  Сент-Луиса.

### Нью-Джерси
1 марта у памятника посвященному Второй мировой войне в Трентоне прошла акция протеста после объявления об открытии центра Иммиграционной и таможенной полиции в столице штата в городе Ньюарк.

### Нью-Йорк
9 и 10 июня в Нью-Йорке прошли протесты против Иммиграционной и таможенной полиции США. 9 июня в Трамп-тауэр прошла сидячая забастовка которая привела к 24 арестам по обвинению в незаконном проникновении. 10 июня прошли мирные протесты у здания федерального иммиграционного суда которые позже переросли в насилие, это началось тогда когда в сотрудников Департамента полиции Нью-Йорка начали бросать бутылки, а на улицах протестующие бросали в них конусами. Это привело к 86 арестам.

### Пенсильвания
5 февраля протестующие собрались в центре Филадельфии и двинулись к зданию мэрии.

### Южная Каролина
29 января на Площади Мэрион в центре Чарлстона, прошла публичная демонстрация. Посещаемость быстро превысила порог в 25 человек, установленный муниципальным законом Чарлстона для несанкционированных собраний, при этом полицейские отчеты указывают на то, что на старте присутствовало более 30 человек. В течение часа правоохранительные органы подсчитали, что общее число протестующих выросло до более чем 100 человек, распределенных по центру Чарлстона. После требования разойтись протестующим офицеры начали арестовывать их, задержав в общей сложности семерых и поместив их в центр заключения Эла Кэннона с залогом в размере 465 долларов.

### Техас
26 января в Далласе и Форт-Уэрте в первую неделю пребывания Дональда Трампа на посту президента прошли одновременные публичные демонстрации, в которых приняли участие сотни протестующих.
1 февраля состоялась демонстрация, организованная Остинским отделением Партии за социализм и освобождение в знак протеста против строительства объекта в Флугервилле, который, как предполагалось, станет будущим операционным центром Иммиграционной и таможенной полиции США. Протест привлек десятки участников, требовавших прозрачности от федеральных и местных чиновников относительно цели объекта и процесса одобрения.
В июне несколько сотен протестующих собрались в таких городах как Остин, Хьюстон и Сан-Антонио. Более дюжины протестующих были арестованы в Остине.